# Oxyomus miliaris
Oxyomus miliaris är en skalbaggsart som beskrevs av Schmidt 1908. Oxyomus miliaris ingår i släktet Oxyomus och familjen Aphodiidae. Inga underarter finns listade i Catalogue of Life.